# Bethnal Green
Bethnal Green est un district du borough londonien de Tower Hamlets. Il est situé à 5,3 kilomètres au nord-est de Charing Cross. Globe Town occupe le secteur est.

## Étymologie
Le nom de lieu Blithehale ou Blythenhale, à l'origine de Bethnal Green, vient de l'anglo-saxon healh (angle, coin) et blithe (heureux, allègre) ou du nom propre Blitha. Avec le temps, le nom se transforma en Bethan Hall Green, qui en raison de la prononciation locale (Beth'n 'all Green) devint au XIXe siècle Bethnal Green.

## Histoire
Les armoiries de Bethnal Green sont tirés d'un conte de la période Tudor, Le mendiant aveugle de Bethnal Green (The Blind Beggar of Bethnal Green), qui raconte l'histoire d'un homme en apparence pauvre qui donne une dot étonnamment généreuse pour le mariage de sa fille.
Depuis longtemps, la boxe joue un rôle important à Bethnal Green. Daniel Mendoza, champion d'Angleterre de 1792 à 1795, bien que né à Aldgate, vécut dans l'ouest de Bethnal Green, pendant trente années. Depuis de nombreux boxeurs ont été associés à ce quartier, et le centre local de loisirs, York Hall, demeure notable pour la présentation de matches de boxe.
De 1841 à 1843, le prêtre anglican et réformateur social Nathaniel Woodard (en) est curé à Bethnal Green.
Après 1800, Globe Town, à l'est de Bethnal Green, se développe pour la population en expansion des tisserands, attirée par l'amélioration des perspectives dans le tissage de la soie. La population de Bethnal Green triple entre 1801 et 1831, 20 000 métiers à tisser sont en action dans les maisons mêmes. En 1824, avec la fin des restrictions à l'importation de la soie française, jusqu'à la moitié de ces métiers à tisser deviennent inactifs, et le prix de la soie chute. Dans les années 1860 grâce aux entrepôts d'importation déjà établis dans le quartier et à l'abondance de la main d'œuvre à prix réduit, la fabrication de bottes, de meubles et d'habillement s'accroît.

## Transports
Les stations de métro les plus proches sont Bethnal Green, Stepney Green et Whitechapel.
Deux gares desservent le quartier : Bethnal Green railway station (en) et Cambridge Heath railway station (en).

## Personnalités de Bethnal Green
- Ruth Hunt, baronne Hunt de Bethnal Green et ancienne directrice de Stonewall (1980-)[1]
- Lynette Yiadom Boakye, artiste peintre et écrivaine tenant un atelier à Bethnal Green à partir de 2005[2] (1977-)